# Giuseppe Casari
Giuseppe Casari   (Martinengo, 10 d'abril de 1922 - Seriate, 12 de novembre de 2013) fou un futbolista italià de la dècada de 1950.
Fou 6 cops internacional amb la selecció de futbol d'Itàlia amb la qual participa al Mundial de 1950. També jugà amb la selecció d'Itàlia B.
Pel que fa a clubs, destacà a Atalanta BC i SSC Napoli.